# Iyang-Argapura
Iyang-Argapura é enorme complexo vulcânico que domina a paisagem entre o monte Raung e o monte Lamongan, nas regências de Jember, Lumajang e Probolinggo da província indonésia de Java Oriental. A montanha mais alta do complexo é o vulcão Argapura, que se ergue a 3 088 m de altitude.
Na região há vales que chegam a ter mil metros de profundidade que dissecam o muito erodido vulcão Iyang. Não há registo histórico de erupções nos últimos 500 anos, mas há relatos de uma erupção não atestada em 1597. A única atividade vulcânica atualmente são as intensas fumarolas do Argapura que por vezes dão a impressão de serem erupções.